# 霍里察 (切爾尼希夫區)
51°31′38″N 31°40′4″E / 51.52722°N 31.66778°E
霍里察（烏克蘭語：Гориця），是烏克蘭北部切爾尼希夫州切爾尼希夫區贝雷兹纳市镇的村庄。面積0.91平方公里，海拔高度111米，2001年人口106，人口密度每平方公里116.48人。